# 풀 몬티
《풀 몬티》(The Full Monty)는 영국에서 제작된 피터 카타네오 감독의 1997년 드라마, 코미디 영화이다. 로버트 칼라일 등이 주연으로 출연하였고 우베르토 파솔리니 등이 제작에 참여하였다.

## 줄거리
1990년대 중반, 한때 잘나가던 셰필드, 사우스요크셔주의 제강소들은 문을 닫았고 대부분의 노동자들은 해고되었다. 전직 철강 노동자 게리 "개즈" 스코필드와 데이브 호스폴은 버려진 제강소에서 고철을 훔쳐 팔아 돈을 벌고, 개즈의 아들 네이선도 함께 데려가지만, 경비원이 계속 그들을 놀라게 하고 제강소 안에 가두어 버린다.
개즈는 일자리를 잃은 후 양육비를 지불할 수 없어서 전처 맨디와 그녀의 남자친구 배리로부터 문제에 직면한다. 네이선은 맨디와 배리와 살지만 개즈는 맨디와 공동 양육권을 가지고 있다. 맨디는 네이선에 대한 단독 양육권을 요구하는 법원 판결을 받고자 한다.
어느 날 개즈는 치펜데일스 스트립쇼를 보기 위해 클럽 밖에 줄을 선 여성들의 무리를 보고, 지역 남성들을 이용해 자신만의 스트립쇼 그룹을 결성할 영감을 얻고, 양육비 의무를 갚을 만큼 충분한 돈을 벌기를 희망한다. 그룹에 가장 먼저 합류한 사람은 데이브와 개즈가 일했던 제강소의 경비원 롬퍼로, 그들은 그의 자살 시도를 중단시킨다. 다음으로 그들은 아내에게 실업 사실을 숨기고 있는 전직 반장 제럴드 쿠퍼를 영입한다. 개즈와 데이브는 춤 수업에서 제럴드와 그의 아내 린다를 보고 그에게 몇 가지 동작을 가르쳐달라고 영입한다.
더 많은 인원을 찾기 위해 네 남자는 공개 오디션을 열고 춤을 잘 추는 나이든 남자 호스와 춤은 못 추지만 비정상적으로 잘난 남자로 판명된 가이를 선택한다. 여섯 남자는 공연을 연습하기 시작한다. 개즈는 그날 밤 클럽을 확보하기 위해 100파운드의 보증금을 지불해야 한다는 것을 알게 된다. 그는 이것을 감당할 수 없지만, 네이선은 개즈가 자신에게 갚을 것이라고 믿는다고 말하며 저축액에서 돈을 꺼내준다. 쇼 포스터를 붙이는 동안 두 여성이 그들을 맞이하자, 개즈는 자신들이 진짜 치펜데일스보다 낫다고 자랑하며 "완전히" 다 벗을 것이라고 말한다. 신체 이미지 문제로 고심하던 데이브는 그만두고 ASDA의 경비원으로 취직한다. 다른 사람들은 제강소에서 호스의 여성 친척들을 위해 공개적으로 리허설을 하지만, 지나가던 경찰관이 그들의 공연 도중에 그들을 잡고, 개즈, 제럴드, 호스는 풍기문란으로 체포되어 개즈는 네이선을 볼 권리를 잃게 된다. 롬퍼와 가이는 롬퍼의 집으로 도망쳐 연인 관계를 시작한다.
제럴드는 집달리들이 집에 도착하여 제럴드의 빚을 갚기 위해 소지품을 압류한 후 린다에게서 쫓겨나 개즈와 함께 지내야 한다. 나중에 개즈는 ASDA에 가서 데이브에게 롬퍼의 어머니 장례식에 입을 재킷을 "빌릴" 수 있는지 묻는다. 데이브는 동의하고 경비원 직업도 그만두기로 결정한다. 그들은 정장 재킷 두 벌을 훔쳐 장례식에 간다.
곧 그룹은 자신들의 공연과 체포로 인해 인기가 높아졌다는 것을 알게 된다. 그들은 계획을 포기하기로 동의하지만, 개즈는 쇼가 매진되었다는 것을 알게 된다. 그는 다른 사람들을 설득하여 단 하루만 공연하기로 한다. 처음에는 데이브가 여전히 거부하지만, 아내 진의 격려를 받고 자신감을 되찾아 무대에 오르기 몇 분 전에 다른 그룹원들과 합류한다. 네이선도 데이브와 함께 몰래 왔다가 개즈에게 맨디가 와 있지만 배리는 함께 오지 못하게 했다고 말한다.
개즈는 포스터에 여성 전용이라고 되어 있었지만, 관객 중에 남성들(이전에 보안 카메라 녹화 영상을 본 경찰관들도 포함)이 있다는 이유로 공연을 거부한다. 나머지 다섯 명이 공연을 시작할 때 네이선이 개즈에게 무대 위로 나가라고 명령한다. 아들이 자랑스러운 개즈는 다른 사람들과 합류하여 관객들과 맨디 앞에서 공연하고, 맨디는 그를 새로운 시각으로 보는 듯하다. 그들의 공연은 성공적이었다.

## 출연

### 주연
- 로버트 칼라일
- 톰 윌킨슨
- 마크 애디
- 레슬리 샤프
- 에밀리 우프
- 스티브 휴이슨
- 휴고 스피어
- 디어드리 코스텔로
- 브루스 존스

## 기타
- 미술: 맥스 고틀리브
- 의상: 질 테일러
- Ass-PD: 카렌 린제이 스튜어트
- 배역: 수지 피기스

## KBS 성우진 (2002년 1월 26일)
- 김환진 - 가즈(로버트 칼라일)
- 성창수 - 데이브(마크 애디)
- 김정호 - 룸퍼(스티브 휴이슨)
- 김병관 - 제럴드(톰 윌킨슨)
- 한상덕 - 호스(폴 바버)
- 서문석 - 가이(휴고 스피어)
- 송연희 - 진(레슬리 샤프)
- 양정애 - 맨디(에밀리 우프)
- 성선녀 - 린다(디어드리 코스델로)
- 이근욱
- 문영래
- 정미숙
- 박상훈

## 사운드트랙

### 곡 목록
1. "The Zodiac" – David Lindup (3:06)
2. "You Sexy Thing" – Hot Chocolate (4:03)
3. "Light My Fire" - 도어스 (7:06)
4. "You Can Leave Your Hat On" – Tom Jones (4:26)
5. "Moving on Up" – M People (5:29)
6. "Make Me Smile (Come Up and See Me)" – Steve Harley & Cockney Rebel (3:59)
7. "The Full Monty" – Anne Dudley (3:04)
8. "The Lunchbox Has Landed" – Anne Dudley (2:14)
9. "Land of a Thousand Dances" – Wilson Pickett (2:24)
10. "Rock & Roll, Pt. 2" – Gary Glitter (3:02)
11. "Bohemian Rhapsody" - Queen (5:51)
12. "Highway Star" - 딥 퍼플 (6:07)
13. "Hot Stuff" – 도나 서머 (3:49)
14. "We Are Family" – Sister Sledge (3:35)
15. "Flashdance... What a Feeling" – 아이린 카라 (3:49)
16. "The Stripper" – Joe Loss & His Orchestra (2:11)

## 같이 보기
- 런던 프라이드 (영화)